# Opatství

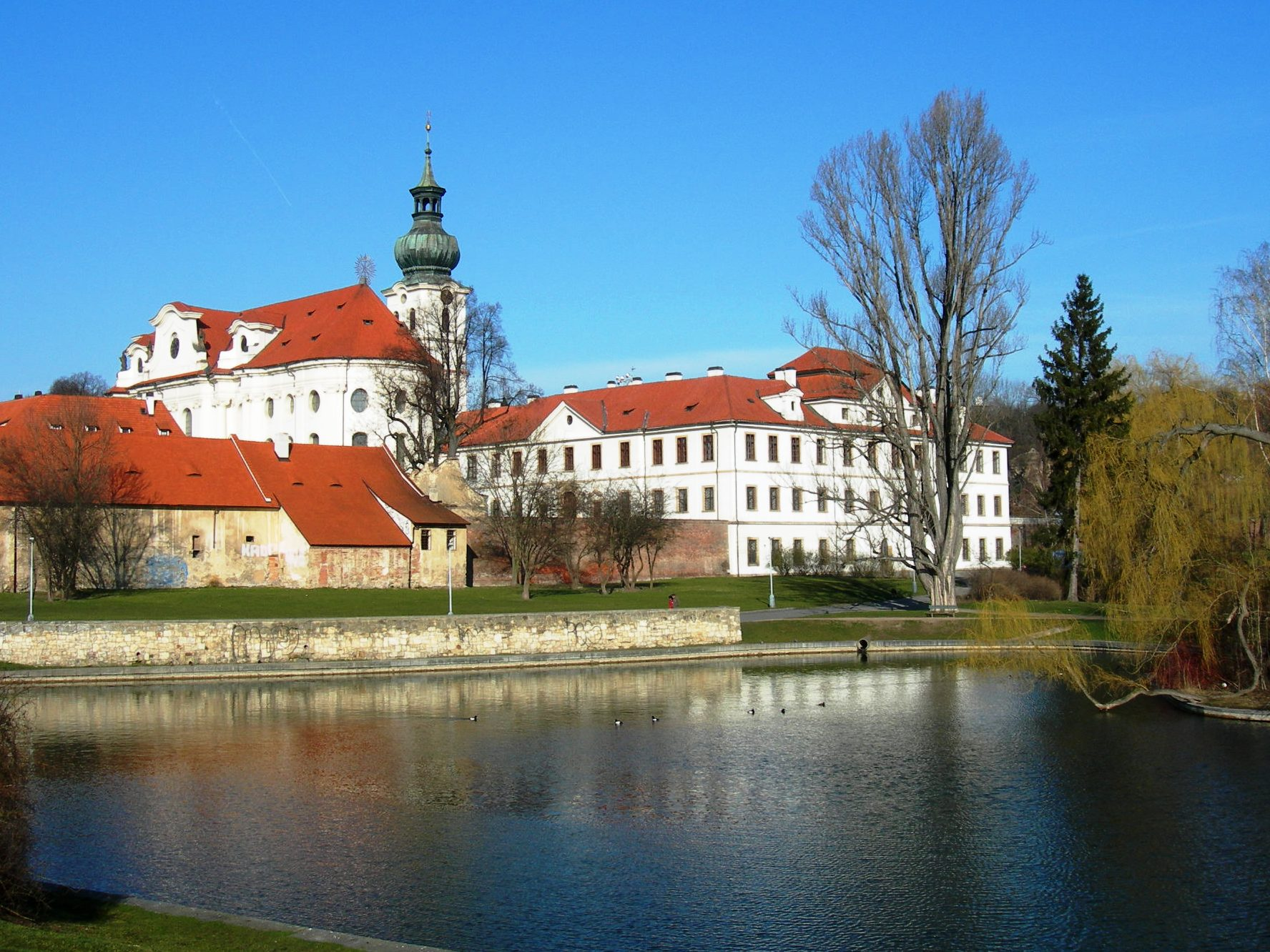
Benediktinské arciopatství v Praze-Břevnově

Opatství je v organizační hierarchii katolické církve a církevního řádu samostatný a právně nezávislý klášter. V čele opatství stojí opat nebo za zvláštních okolností převor-administrátor.

## Historie
Středověká opatství se zakládala nejprve na osamělých a neobydlených místech, aby byli mniši odděleni od světského života. Musela být proto zcela samostatná, včetně obstarávání běžných potřeb k životu. Teprve později, když se osídlení rozšířilo, vznikala kolem nich i běžná sídla a města.
Před reformami byla opatství velice často dávána do správy in commendam. V takových případech stál v čele opatství opat-komendátor nebo opat laik. Reálný chod kláštera řídil převor.

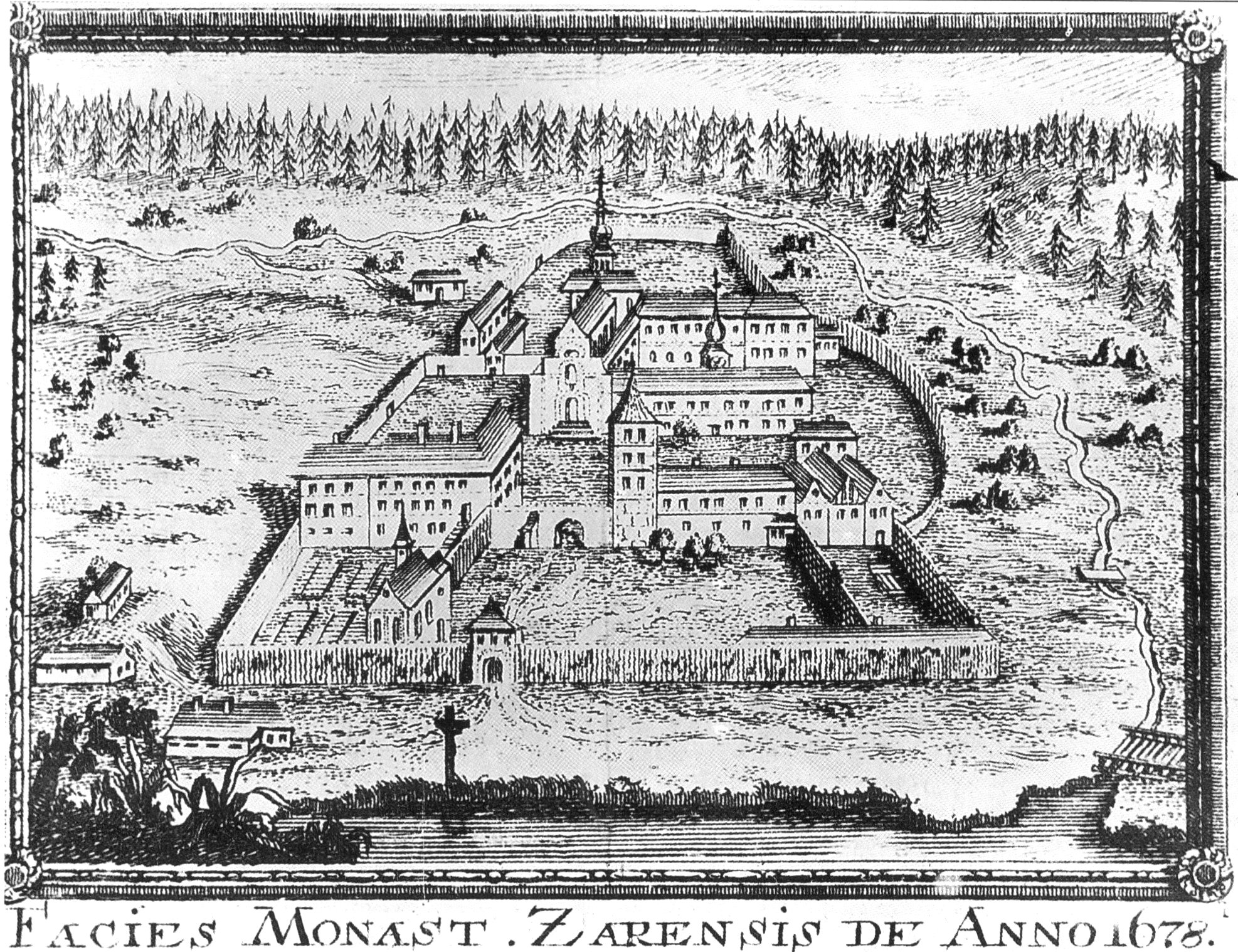
Klášter Žďár v roce 1678

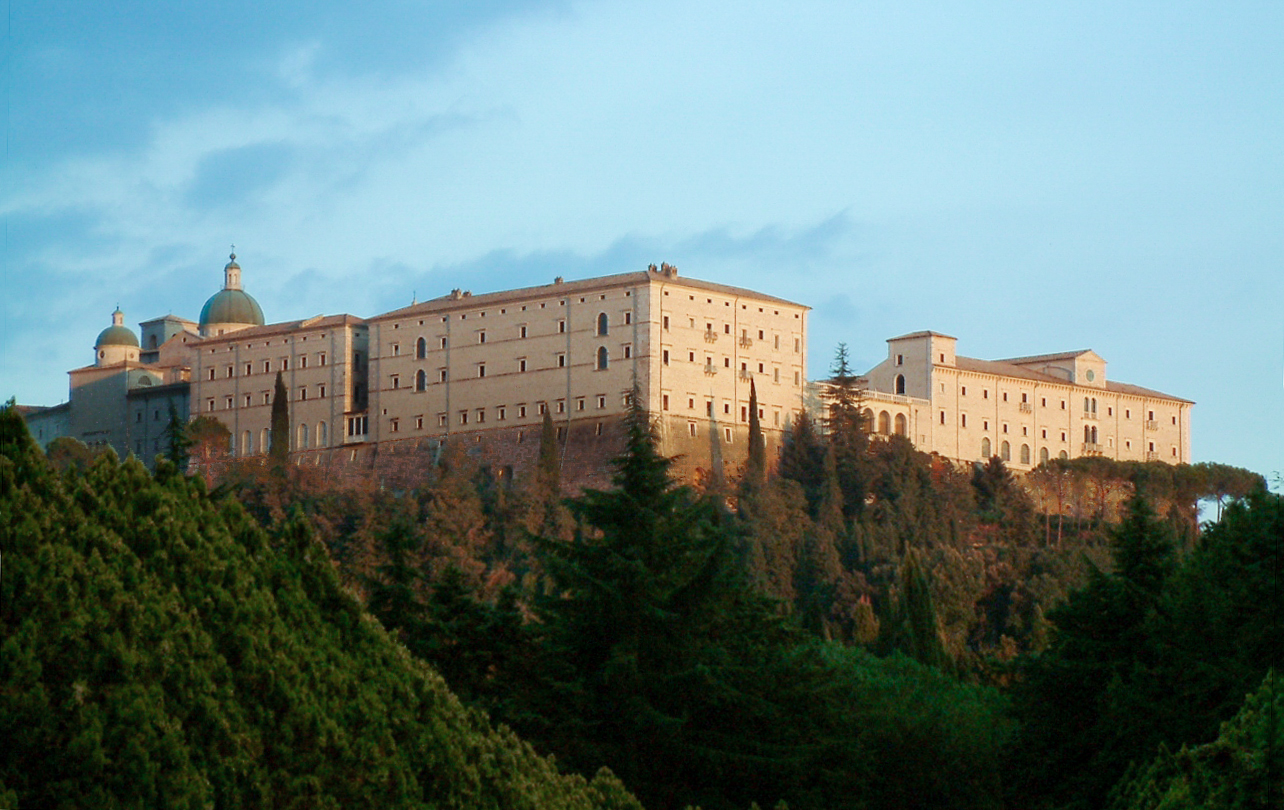
Opatství Monte Cassino

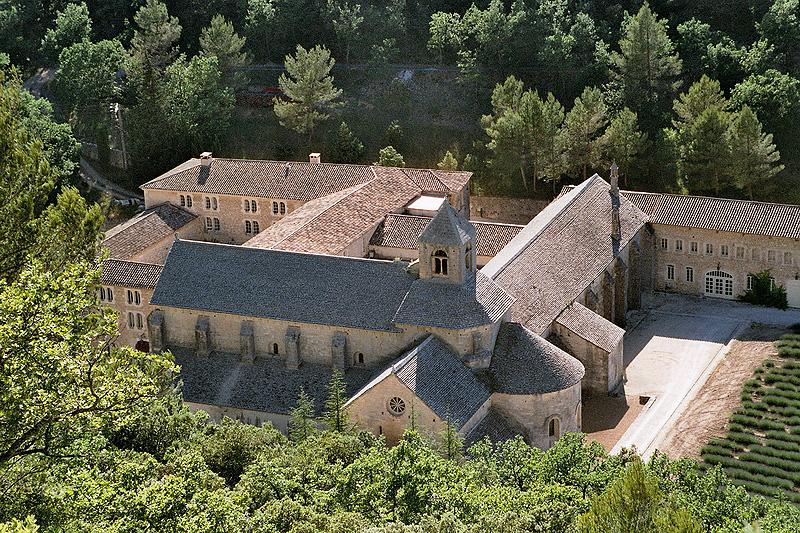
Cisterciácké opatství v Senanque (Francie)

## Známá opatství

### Čechy
- Břevnov v Praze,
- Broumov,
- Emauzský klášter v Praze,
- Nový Dvůr u Toužimi
- Osek u Teplic,
- Klášter Naší Paní nad Vltavou v Poličanech
- Strahov v Praze,
- Teplá v Čechách.
- Vyšší Brod
- Želiv

### Morava
- Augustiniánské opatství Staré Brno,
- Benediktinské opatství Rajhrad,
- Cisterciácké opatství Porta coeli v Předklášteří u Tišnova
- Nová Říše

### Jinde v Evropě
- Subiaco,
- Monte Cassino v Itálii.
- Cluny,
- Paray-le-Monial,
- Vézelay
- La Trappe ve Francii.
- Klášter Marienthal,
- Klášter Maulbronn,
- Maria Laach v Německu.
- Klášter Heiligenkreuz
- Klášter Zwettl v Rakousku.
- Westminsterské opatství v Anglii.

### Ve světě
- Opatství Tŏkwon, územní opatství v Severní Koreji
- Waegwanské opatství v Jižní Koreji